# Arthur White Greeley
Arthur White Greeley (Oswego, 1875 – Saint Louis, 15 marzo 1904) è stato un fisiologo e ittiologo statunitense.

## Biografia
Greeley nacque a Oswego, New York, il più anziano di due figli, suo fratello William divenne capo forestale del United States Forest Service. Si laureò presso l'Università di Stanford nel 1898; in seguito, trascorse un anno come studioso di zoologia, durante una spedizione nominata "Banner-Agassiz" in viaggio per l'Alaska e per il Brasile, dove raccolse diversi esemplari di pesci.
L'anno successivo fu istruttore presso l'Università statale di San Diego, poi si trasferì presso l'Università di Chicago, nel ruolo di docente di fisiologia. Due anni dopo conseguì il dottorato in filosofia, grazie all'aiuto del mentore Jacques Loeb, con una tesi narrante dei microrganismi; in seguito fu nominato assistente professore di zoologia presso la Università Washington a Saint Louis.
Durante l'estate fu istruttore di fisiologia presso la Marine Biological Laboratory, Massachusetts. Morì a St. Louis, dopo un'operazione per l'appendicite, il 15 marzo 1904, all'età di ventotto anni.
Egli è commemorato nei nomi del genere di pesce Greeleya e Sphoeroides greeleyi, Diaulula greeleyi, e per lumaca di mare Crassispira greeleyi.